# Żydowo (województwo warmińsko-mazurskie)
Żydowo (niem. Siddau) – wieś w Polsce położona w województwie warmińsko-mazurskim, w powiecie bartoszyckim, w gminie Bartoszyce. W latach 1975–1998 miejscowość należała administracyjnie do województwa olsztyńskiego.
Wieś wymieniana w dokumentach już w 1414 r., przy okazji spisywania strat wojennych (wojna polsko-krzyżacka). W tym czasie była to wieś pruska.
Szkoła powstała w XVIII w. W 1935 r. pracowało w niej dwóch nauczycieli i uczyło się 94 dzieci. W 1939 r. we wsi mieszkało 266 osób. 
W latach 1954–1959 Żydowo było siedzibą gromady i Gromadzkiej Rady Narodowej.
W 1983 r. wieś miało elektryczne oświetlenie ulic oraz 27 domów w zwartej zabudowie. W tym czasie we wsi mieszkało 147 osób i funkcjonowały 34 indywidualne gospodarstwa rolne, uprawiające łącznie 307 ha ziemi i hodujące 224 sztuki bydła (w tym 122 krowy mleczne), 215 sztuk trzody chlewnej, jednego konia i 69 owiec. We wsi była szkoła podstawowa, punkt biblioteczny, sala kinowa na 50 miejsc, leśnictwo i sklep wielobranżowy.